# Christopher Hatz
Christopher Hatz (* 21. Oktober 1991 in Achern) ist ein deutscher Radrennfahrer.

## Sportliche Laufbahn
Christopher Hatz betreibt Radsport seit 2006, damals fuhr er für den TV Oppenheim. 2010 startete er in der Rad-Bundesliga und belegte Platz zehn bei den Junioren. In den folgenden Jahren belegte er vordere Plätze in den verschiedenen Altersklassen, zuletzt wurde er 2018 Dritter bei den Männern. 2012 siegte er in der Erzgebirgs-Rundfahrt.
2013 erhielt Hatz seinen ersten Vertrag beim Team Bergstraße-Jenatec. 2015 wurde er Sechster der Gesamtwertung des Course de la Solidarité Olympique, 2016 Achter des Course de la Solidarité Olympique, 2018 Fünfter des White Spot / Delta Road Race.
Sowohl 2017 wie 2018 wurde Christopher Hatz deutscher Meister im Mannschaftszeitfahren: 2017 gewann er mit dem Team Lotto–Kern Haus, 2018 mit dem Herrmann Radteam. 2019 startete er im Einzelzeitfahren bei den Europaspielen in Minsk und wurde Zehnter.

## Erfolge
2014
- Bałtyk-Karkonosze Tour

2017
- Deutscher Meister – Mannschaftszeitfahren (mit Joshua Huppertz, Julian Braun, Raphael Freienstein, Jonas Rutsch und Joshua Stritzinger)

2018
- Deutscher Meister – Mannschaftszeitfahren (mit Leon Echtermann, Victor Brück, Friedrich Meingast, Miguel Heidemann und Florian Obersteiner)

2019
- Deutscher Meister – Mannschaftszeitfahren (mit Leon Echtermann, Lennart Jung, Florenz Knauer, Miguel Heidemann und Florian Obersteiner)

## Teams
- 2013 Team Bergstraße-Jenatec
- 2014 MLP Team Bergstraße
- 2015 Team Kuota-Lotto
- 2016 Team Kuota-Lotto
- 2017 Team Lotto–Kern Haus
- 2019 Herrmann Radteam
- 2020 Hrinkow Advarics Cycleang